# Ander Capa
Ander Capa Rodríguez (Portugalete, Vizcaya, 8 de febrero de 1992) es un exfutbolista español que jugaba como lateral derecho o centrocampista.

## Trayectoria

### Inicios
Ander Capa nació en la localidad vizcaína de Portugalete. Entre 2002 y 2005 se formó en las categorías inferiores del Athletic Club. En 2005 regresó a la cantera del Danok Bat, donde terminó su etapa de formación. Al acabar su etapa como juvenil en 2011, se incorporó a la SD Eibar. El 20 de agosto de 2011 debutó con el equipo armero en Ipurúa, en la derrota ante el Bilbao Athletic (0-3). El resto de la temporada jugó en el Éibar B, que desapareció al final de la misma.

### S. D. Eibar
En julio de 2012, fue ascendido al primer equipo por el nuevo entrenador Gaizka Garitano, que ya había sido su técnico en el filial armero. El 12 de diciembre de 2012 jugó en la clasificación copera, ante el Athletic Club, en San Mamés. En su primera temporada, consiguió el ascenso a Segunda División siendo titular habitual, sobre todo, desde el mes de marzo. En total, disputó 24 partidos de Liga, seis de play-offs y seis de Copa del Rey, anotando siete goles. El 18 de agosto de 2013 debutó en Segunda División, en la victoria (1-2) ante el Real Jaén. El 28 de septiembre marcó su primer gol en la derrota (2-3), ante el Sporting de Gijón. El 25 de mayo logró un histórico ascenso a Primera División al derrotar al Deportivo Alavés por 1-0. En total, disputó 31 partidos de Liga y dos de Copa, anotando tres goles.
El 24 de agosto de 2014 debutó como titular en Primera División, en la victoria por 1-0 ante la Real Sociedad. El 8 de diciembre anotó el quinto gol en la victoria (5-2), ante la UD Almería. Finalizó la temporada con 34 partidos de Liga y dos de Copa, anotando tres goles. Durante la temporada 2015/16, con la llegada de José Luis Mendilibar y la marcha de Eneko Bóveda, se estableció como lateral derecho titular del equipo. Acabó la temporada disputando 36 partidos de Liga y uno de Copa, anotando dos goles. La temporada 2016/17, asentado como lateral derecho, disputó 31 partidos de Liga y seis de Copa. En febrero, debido a la grave lesión de Aleix Vidal, recibió el interés del FC Barcelona por ficharle. El 14 de mayo de 2017 disputó su partido cien en Primera División ante el Sporting de Gijón.
El 1 de septiembre de 2017 se anunció su fichaje por el Athletic Club, a cambio de tres millones de euros, que sería efectivo a partir del 1 de julio de 2018. Así, el jugador cumplía el sueño de fichar por el club del cual es socio. Al finalizar el mes de diciembre, era el único jugador de campo en haber sido titular en todas las jornadas de Liga. El 13 de enero de 2018 disputó su partido número 200 con el club armero. Desde la visita a San Mamés, a finales de enero, el entrenador empezó a alinear a Rubén Peña dejando al futbolista portugalujo en el banquillo.

### Athletic Club
El 25 de mayo de 2018 fue presentado como jugador del Athletic Club, unos días antes que su compañero Dani García. El 20 de agosto debutó en San Mamés, sustituyendo a De Marcos, en una victoria por 2 a 1 ante el Leganés. Durante los siguientes tres meses, continuó saliendo desde el banquillo. Con la destitución de Eduardo Berizzo y la llegada de Gaizka Garitano, con el que ya había coincidido durante cuatro temporadas en la SD Eibar, pasó a ser titular indiscutible.
Comenzó la campaña 2019-20 dando una asistencia de gol en cada una de las tres primeras jornadas de competición. El 10 de noviembre anotó su primer gol como rojiblanco, en el minuto 88, que sirvió para ganar por 2 a 1 ante el Levante UD. El 3 de enero de 2020 marcó, en el Sánchez-Pizjuán, ante el Sevilla (1-1). El 9 de julio volvió a anotar, en San Mamés, frente al Sevilla (1-2). En la siguiente campaña mantuvo la titularidad aunque, tras la marcha de Garitano en enero, empezó a jugar menos minutos y fue suplente en las finales de Copa del mes de abril. Antes de la marcha del técnico vasco consiguió anotar dos tantos, el primero de ellos frente al Betis (4-0) en noviembre, mientras que el segundo fue en el Estadio Alfredo Di Stéfano, en diciembre, frente al Real Madrid (2-1). El 25 de abril, en su regreso a la titularidad frente al Atlético de Madrid, cayó lesionado de gravedad en su rodilla derecha en un choque con su compañero Dani García.
Durante la pretemporada de 2021 jugó los cuatro encuentros amistosos de julio, pero una sobrecarga muscular le impidó participar en los últimos dos amistosos previos al comienzo de la Liga. Sin embargo, para jugar su primer y único partido oficial en la temporada 2021-22 tuvo que esperar hasta la jornada 37, cuando disputó los minutos finales del encuentro ante CA Osasuna. Al término de la campaña, reconoció no haber mantenido una buena relación con el técnico Marcelino García Toral.
El 12 de julio de 2022 firmó un nuevo contrato con el Athletic Club, tras haber finalizado su anterior contrato. A pesar de su renovación, fue el jugador con menos minutos de la plantilla dirigida por Ernesto Valverde en el primer tramo de campaña. Después de dos años sin ser titular, salió de inicio en el triunfo por 2 a 0 en el derbi vasco ante la Real Sociedad. El 6 de junio, el club rojiblanco anunció su marcha al no alcanzar los objetivos.

### Etapa posterior
El 15 de agosto de 2023 se incorporó al Levante UD de Segunda División, firmando un contrato de una temporada y otra opcional.Fue titular en la primera mitad de la campaña bajo las órdenes de Javi Calleja,pero con la llegada de Felipe Miñambres en marzo pasó a ser el cuarto lateral derecho de la plantilla y se quedó fuera de varias convocatorias.Al término de la temporada, el club granota decidió no renovar su contrato.Ander comenzó a entrenar con el Club Portugalete de su localidad natal en busca de un nuevo destino.El 11 de noviembre de 2024 se anunció su fichaje por el Club Portugalete, de Tercera Federación, hasta final de temporada.El 16 de noviembre debutó como titular en un triunfo frente a la Cultural de Durango (2-0).

## Estadísticas

### Clubes
Actualizado al último partido disputado el 07 de diciembre de 2024.
| Club                    | Div.          | Temporada     | Liga  | Liga  | Copas nacionales | Copas nacionales | Copas internacionales | Copas internacionales | Total | Total |
| Club                    | Div.          | Temporada     | Part. | Goles | Part.            | Goles            | Part.                 | Goles                 | Part. | Goles |
| ----------------------- | ------------- | ------------- | ----- | ----- | ---------------- | ---------------- | --------------------- | --------------------- | ----- | ----- |
| S. D. Eibar · España    | 2.ª B         | 2011-12       | 1     | 0     | 0                | 0                | ―                     | ―                     | 1     | 0     |
| S. D. Eibar · España    | 2.ª B         | 2012-13       | 30    | 7     | 6                | 0                | ―                     | ―                     | 36    | 7     |
| S. D. Eibar · España    | 2.ª           | 2013-14       | 31    | 2     | 2                | 1                | ―                     | ―                     | 33    | 3     |
| S. D. Eibar · España    | 1.ª           | 2014-15       | 34    | 3     | 2                | 0                | —                     | —                     | 36    | 3     |
| S. D. Eibar · España    | 1.ª           | 2015-16       | 36    | 2     | 1                | 0                | —                     | —                     | 37    | 2     |
| S. D. Eibar · España    | 1.ª           | 2016-17       | 31    | 0     | 6                | 0                | —                     | —                     | 37    | 0     |
| S. D. Eibar · España    | 1.ª           | 2017-18       | 33    | 0     | 1                | 0                | ―                     | ―                     | 34    | 0     |
| S. D. Eibar · España    | Total club    | Total club    | 196   | 14    | 18               | 1                | 0                     | 0                     | 214   | 15    |
| Athletic Club · España  | 1.ª           | 2018-19       | 25    | 0     | 3                | 0                | ―                     | ―                     | 28    | 0     |
| Athletic Club · España  | 1.ª           | 2019-20       | 35    | 3     | 7                | 0                | ―                     | ―                     | 42    | 3     |
| Athletic Club · España  | 1.ª           | 2020-21       | 28    | 2     | 6                | 0                | ―                     | ―                     | 34    | 2     |
| Athletic Club · España  | 1.ª           | 2021-22       | 1     | 0     | 0                | 0                | ―                     | ―                     | 1     | 0     |
| Athletic Club · España  | 1.ª           | 2022-23       | 7     | 0     | 0                | 0                | ―                     | ―                     | 7     | 0     |
| Athletic Club · España  | Total club    | Total club    | 96    | 5     | 16               | 0                | 0                     | 0                     | 112   | 5     |
| Levante U. D. España    | 2.ª           | 2023-24       | 21    | 0     | 0                | 0                | ―                     | ―                     | 21    | 0     |
| Levante U. D. España    | Total club    | Total club    | 21    | 0     | 0                | 0                | 0                     | 0                     | 21    | 0     |
| Club Portugalete España | 3.ª F         | 2024-25       | 3     | 0     | 0                | 0                | ―                     | ―                     | 3     | 0     |
| Club Portugalete España | Total club    | Total club    | 3     | 0     | 0                | 0                | 0                     | 0                     | 3     | 0     |
| Total carrera           | Total carrera | Total carrera | 316   | 19    | 34               | 1                | 0                     | 0                     | 350   | 20    |

## Palmarés

### Títulos nacionales
| Título              | Club          | País   | Año  |
| ------------------- | ------------- | ------ | ---- |
| Supercopa de España | Athletic Club | España | 2021 |